# Scala Santa

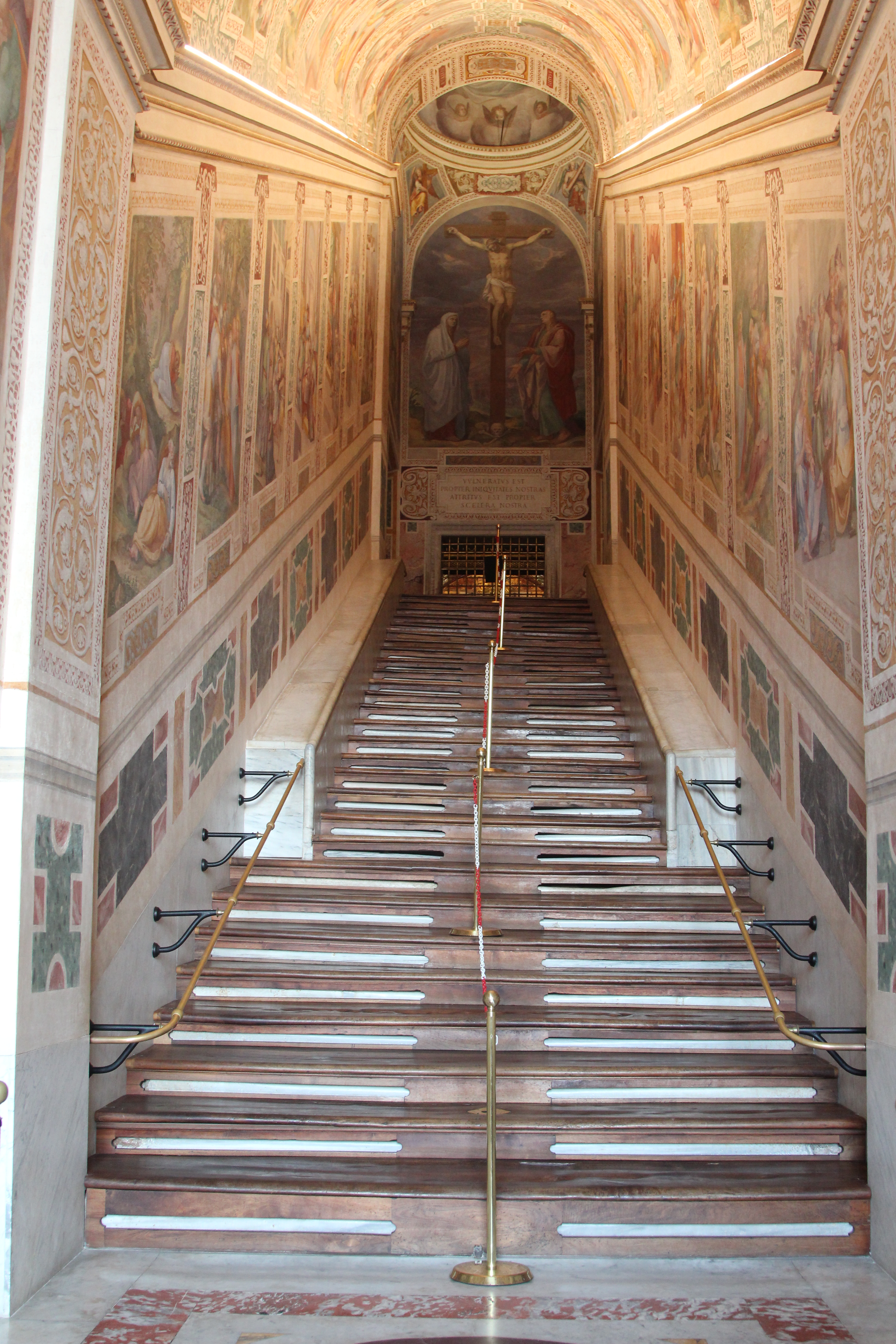
Scala Santa.

Scala Santa, italienska Scala Sancta (Heliga trappan), är en trappa inhyst i resterna av ett medeltida palats i närheten av basilikan San Giovanni in Laterano i södra Rom. Enligt romersk-katolsk tradition är denna trappa identisk med den trappa som Jesus beträdde i Pontius Pilatus palats i Jerusalem. Enligt samma tradition var det Sankta Helena som såg till att trappan hamnade i Rom på 300-talet. Trappan är gjord av marmor men klädd i trä för att skydda den.
Scala Santa är ett välkänt pilgrimsmål, och uppför denna trappa går de troende på knä under bön. På övervåningen finns bland annat kapellet Sancta Sanctorum, latin ’det allra heligaste’. En inskription deklarerar: NON EST IN TOTO SANCTIOR ORBE LOCVS, latin ”Det finns ingen plats i hela världen heligare än denna”.
Enligt protestantisk tradition fick Martin Luther en uppenbarelse som blev en vändpunkt för honom när han under sitt besök i Rom genomförde ritualen i trappan. Uppenbarelsen ska ha gett honom insikten att det är genom tro och rättfärdighet och inte ritualer som frälsning sker.
I Rom finns det även heliga trappor i kyrkorna Santi Michele e Magno och San Giuseppe a Capo le Case.